# Pitcairnia micropoda
Pitcairnia micropoda är en gräsväxtart som beskrevs av Lyman Bradford Smith. Pitcairnia micropoda ingår i släktet Pitcairnia och familjen Bromeliaceae. Inga underarter finns listade i Catalogue of Life.